# Zjednoczona Partia Chłopska
Zjednoczona Partia Chłopska (serb. Ujedinjena seljačka stranka / Уједињена сељачка странка, USS) – serbska partia polityczna o profilu agrarnym.
Partia powstała 15 lutego 2000. W Belgradzie powołały ją trzy małe partie chłopskie. Honorowym przewodniczącym został Dragoslav Avramović. Partia osiągała pewne sukcesy na poziomie lokalnym, w 2008 jej przewodniczący Milija Miletić został burmistrzem Svrljigu. W wyborach prezydenckich w 2008 USS tworzyła koalicję z Ludową Partią Chłopską popierającą Marijana Rističevicia. Przed wyborami parlamentarnymi w 2014 partia podpisała porozumienie z Serbską Partią Postępową, dzięki czemu Milija Miletić uzyskał mandat posła do Zgromadzenia Narodowego. Współpracę wyborczą kontynuowano również w 2016, 2020, 2022 i 2023, co każdorazowo skutkowało poselską reelekcją lidera USS.